# Ростиславичи Смоленские

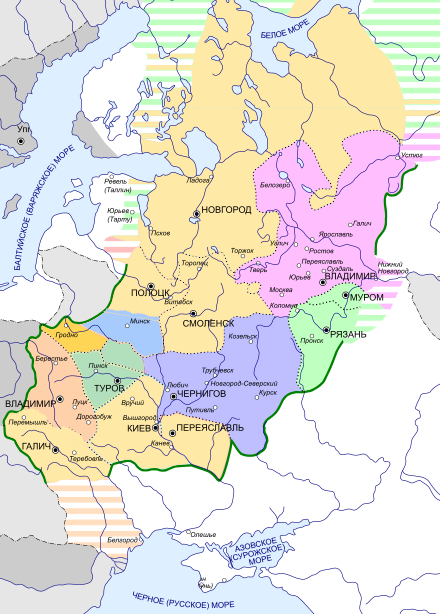
Княжества, управляемые в разное время смоленскими Ростиславичами (до сер. XIII века)

Ростиславичи Смоленские — ветвь дома Рюриковичей от великого князя Киевского Ростислава Мстиславича; правящая династия в Киевском (с перерывами), Смоленском княжествах, Новгородской земле (с перерывами), Галицко-Волынском княжестве (с перерывами), Брянском Ярославском княжестве.

## История
После смерти одного за другим в Турове сыновей Святополка Изяславича (1123—1127) Вячеслав Владимирович перешёл из Смоленска в Туров, а в Смоленске тогдашний киевский князь Мстислав Великий посадил своего сына Ростислава, который и стал основателем смоленской династии.
Ростислав Мстиславич при жизни старшего брата выступал на его стороне в междоусобице середины XII века, но после его смерти выявилась его склонность к компромиссам, не всегда в пользу своего рода. В частности, он уступал Киев и Переяславль в 1155 году Изяславу Давыдовичу, из-за чего произошёл его разрыв с племянником Мстиславом Изяславичем, а затем — Юрию Долгорукому, когда возникла угроза Смоленску со стороны суздальских войск. В начале 1160-х годов Ростислав вынужден был уступить значительные территории в Киевском княжестве Мстиславу, а также признать Туров за внуком Святополка Изяславича Юрием Ярославичем. Однако, Ростиславу удалось избежать той второстепенной роли, которую играл Вячеслав Владимирович при своём племяннике Изяславе Мстиславиче в предыдущий период, торжественно обставив своё вокняжение в Киеве в 1158 году (с приглашением киевлянами).
После смерти Ростислава (1167) его сыновьям удалось овладеть киевской землёй (кроме великого княжения), хотя киевский наследник Мстислав Изяславич всячески этому противился. В итоге в 1169 году Киев был разгромлен суздальской армией в союзе с Ростиславичами. Ростиславичам удавалось удерживать киевские волости и впоследствии, даже несмотря на то, что старший из них Роман Ростиславич был склонен к компромиссам (с Андреем Боголюбским), в отличие от младших Ростиславичей. Попытки же Ростиславичей сосредоточить в своих руках и Киев, и киевскую землю, были успешными лишь временно из-за противодействия волынских, суздальских и черниговских князей. В периоды усиления смоленские князья занимали также новгородский, галицкий (1215/19-1227), полоцкий (1222—1232) и, возможно, черниговский (1210—1212) престолы.
В 1217 и 1219 годах совместно с новгородцами организовывали походы в Прибалтику против крестоносцев. В 1223 году возглавляли союз князей, выведший русские войска на Калку в помощь половцам против монголов. Но после поражения на Калке лидерство в борьбе и против Ордена, и против Литвы перешло к владимирским князьям, а Галич был потерян в пользу Венгрии. Киевское княжение было окончательно утрачено Ростиславичами в борьбе начала 1230-х годов. Глава рода на тот момент (Владимир Рюрикович) склонился к союзу со своим двоюродным племянником Даниилом Романовичем галицким и волынским, часть представителей рода впервые в истории перешла на сторону Ольговичей, а сам Смоленск был захвачен литовцами и после его освобождения в 1239 году Ярославом Всеволодовичем попал в зону влияния владимирского великого княжения.
В Смоленском княжестве возникли уделы, принадлежавшие отдельным линиям Ростиславичей (Мстиславль — Романовичам, Торопец — Мстиславичам), но княжество не раздробилось: смоленский князь сохранял власть над уделами.
Все смоленские князья после нашествия считаются потомками Ростислава, но версий его происхождения сразу три:
- Ростислав Мстиславич, сын Мстислава Романовича Старого, упомянутый на Киевском съезде с крестильным именем отца (Борисович);
- Ростислав Мстиславич, сын Мстислава Давыдовича, занимавший смоленский престол в 1230-32 после смерти отца и до изгнания старшим сыном Мстислава Старого Святославом, пришедшим из Полоцка, а затем ненадолго занявший Киев в конце 1239 года после бегства Михаила черниговского в Венгрию;
- Ростислав Владимирович, сын Владимира Рюриковича, действовавший на юге в 1230-е с отцом, в частности, совершавший дипломатический визит к Даниилу Галицкому.

Глеб Ростиславич княжил до 1278 года. При нём смоляне участвовали в походах Ярослава Всеволодовича на Новгород в 1270 году и Орды на Литву в 1274/75. В 1274 в Смоленске, уцелевшем во время нашествия 1237-41 годов, была проведена ордынская перепись и начались регулярные выплаты дани в Орду. Михаил Ростиславич княжил всего 1 год после Глеба, но его удел (Мстиславль) указывает на то, что Ростиславичи были скорее всего внуками Мстислава Старого.
Ростиславичи смоленские посредством династических браков на рубеже XIII—XIV веков получили права на ярославский (ярославским князем стал Фёдор Ростиславич Чёрный) и брянский престолы. Согласно традиционной версии, все брянские князья 1-й половины XIV века были из Ростиславичей, однако согласно новым исследованиям, ими могли быть только эпизодически княжившие Святослав Глебович и его сын Глеб, оба не поддержанные брянцами и в результате погибшие, остальные были представителями местной династии.
Иван Александрович смоленский (1313—1359) вступил в союз с Литвой и отказался платить дань Орде. В 1339 году Смоленск выдержал осаду войсками Ивана Калиты и Орды. Однако в 1350-е годы произошёл разрыв Литвы и Смоленска под давлением Москвы. Тогда Ольгерд захватил практически все смоленские владения южнее и севернее: Брянск, Ржев, Мстиславль и Торопец.
В 1370 году смоляне участвовали с походе Ольгерда на Москву, за что Святослав Иванович был отлучён от церкви митрополитом, а в 1375 году смоляне участвовали в походе на Тверь с москвичами, за что смоленская земял подверглась удару со стороны Ольгерда.
В 1386 году после Кревской унии Литвы с Польшей Святослав Иванович смоленский попытался вернуть Мстиславль, но был разбит на р. Вехре и погиб, Смоленск был захвачен Литвой. После поражения Витовта на р. Ворскле (1399) Юрий Святославич при помощи своего зятя Олега рязанского занял смоленский престол, но после смерти Олега (1402) потерял его (1404), Смоленское княжество было ликвидировано. Земля впоследствии перешла к Москве (1514 и окончательно 1686).

## Список Ростиславичей по поколениям
- Ростислав Мстиславич (1167)
  - Роман (Борис) (?—1180), князь Смоленский (1154, 1159—1161, 1161—1171, 1173—1174, 1177—1180), великий князь Киевский (1171—1173, 1174—1176)
    - Ярополк, князь Смоленский (1171—1173, 1174), Трипольский (1177)
    - Мстислав (Борис) (?—1223), князь Псковский (1178—1179), Смоленский (1197—1214), Белгородский (1206), великий князь Киевский (1212/1214—1223)
      - Святослав (Семен) Мстиславич, князь Новгородский (1218—1219), Полоцкий (1222—1232), Смоленский (1232—?)
      - Изяслав Мстиславич, великий князь Киевский (ок. 1235—1236)
      - Всеволод (Пётр) Мстиславич, князь Псковский (1214), Новгородский (1219—1221), Смоленский (1238—1239, 1239—?)
      - Ростислав (Борис) Мстиславич, великий князь Киевский (1239/1240)

  - Святослав (Иван) (?—1170), князь Новгородский (1157—1160, 1161—1168)
  - Рюрик (Василий) (?—1212), князь Вышгородский (1161—1168), Овручский (1168—1173, 1173—1180, 1182—1194, 1202—1203, 1206—1207,1207—1208), Новгородский (1170—1171), Черниговский (1210—1212), великий князь Киевский (1173, 1176, 1180—1181, 1194—1201, 1203—1204, 1205—1206, 1207, 1207—1210)
    - Ростислав (Михаил) (1172—1218), князь Брягинский (1188—1190), Торческий (1190—1194, 1195—1198), Белгородский (1195—1197), Вышгородский (1198—1203, 1205—1207, 1208—1210), великий князь Киевский (1204—1205)
    - Владимир (Дмитрий) (1187—1239), князь Переяславский (1206—1214), Смоленский (1214—1219), Овручский (1219—1223, 1235—1239), великий князь Киевский (ок. 1223—1235, ок. 1236—1238)
      - Андрей Владимирович «Долгорукий», князь Вяземский (?—начало XIII в.) (от Андрей Долгорукого — вяземские и жилинские князья)

  - Давыд (Глеб) (1140—1197), князь Новгородский (1154—1155), Торжский (1158—1160), Витебский (1164—1167), Вышгородский (1168—1180, 1195—1197), Смоленский (1180—1197)
    - Мстислав (Федор) (?—1189), князь Новгородский (1184—1187), Вышгородский (1187—1189)
    - Изяслав (Константин?) (ок. 1164/1170 — скоро после 1184)
    - Владимир, князь Вышгородский (1187)
    - Константин (?—1218), князь Поросский (1197—?)
    - Мстислав (Федор) (1193—1230), князь Смоленский (1219—1230)
      - Ростислав Мстиславич, князь Смоленский (1230—1232[источник не указан 108 дней], 1239)
        - Глеб Ростиславич (?—1278), князь Смоленский (?—1278) (от Глеба Ростиславича — смоленские князья)
        - Михаил Ростиславич (?—1279), князь Смоленский (1278—1279)
        - Федор Ростиславич Черный (?—1299) (от Федора Ростиславича Черного — ярославские князья)

  - Мстислав (Федор) «Храбрый» (?—1180), князь Белгородский (1160—1163, 1171—1173), Торопецкий (1164—1180), Трипольский (1169—1173), Новгородский (1178—1180)
    - Мстислав (Федор) «Удатный» (?—1228), князь Новгородский (1208—1214, 1216—1218), Галицкий (1219—1220, 1221—1226), Торческий (1226—1228)
      - Василий Мстиславич (?—1218), князь Торжский (1217—1218)
      - Изяслав Мстиславич (?—после 1254), князь торческий
      - Мстислав Мстиславич, князь Торческий (1231—?)

    - Давыд (Глеб) (?—1226), князь Торопецкий (ок. 1212—1226)
    - Владимир(?—1226/1233), князь Псковский (1208—1211, 1211—1213, 1214—1226)